# Grand incendie de Québec
Le Grand incendie de Québec ou incendie de 1866 à Québec est un incendie ayant fait rage le 14 octobre 1866 à Québec, au Canada-Uni. Encore plus intense que les incendies de 1845, ce dernier brûle en une journée environ 2 500 à 3 000 bâtiments de trois faubourgs de la ville (aujourd'hui Saint-Sauveur et Saint-Roch). 7 personnes sont décédés dans l'incendie[réf. nécessaire] et 20 000 citadins perdent leur logis en une journée, ce qui en fait la plus grande catastrophe qu'ait connue la ville. 

## Déroulement

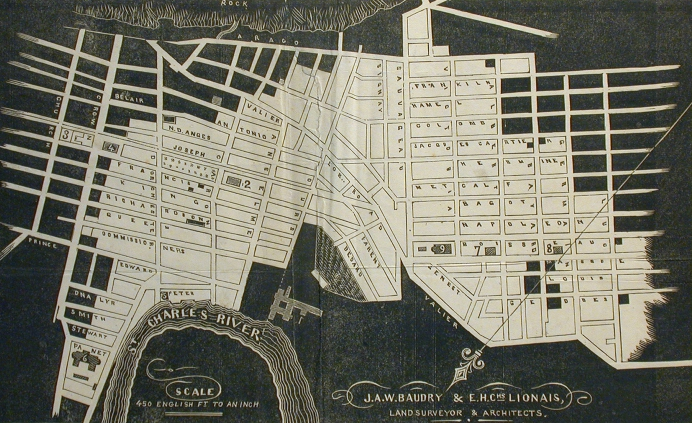
Carte des lots incendiés

Le feu se déclenche à quatre heures du matin chez un épicier de la rue Saint-Joseph, tout près de l'actuelle Bibliothèque Gabrielle-Roy. Les sapeurs manquent d'eau et ne parviennent pas à contrôler l'incendie qui commence à s'étendre grâce à un vent en provenance du nord-est. Le brasier s'étend plus tard de la rivière Saint-Charles jusqu'au coteau Sainte-Geneviève. Le faubourg Saint-Sauveur est presque complètement rasé par les flammes à seize heures tandis que Saint-Roch est légèrement moins touché. À cinq heures du soir, le feu s'arrête. 

## Galerie

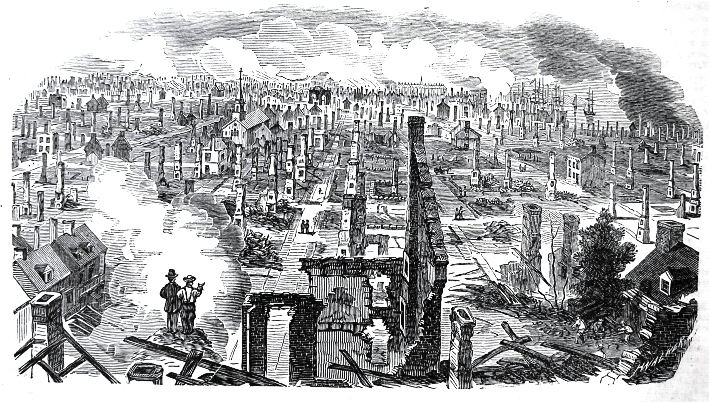
Esquisse de John Henry Walker
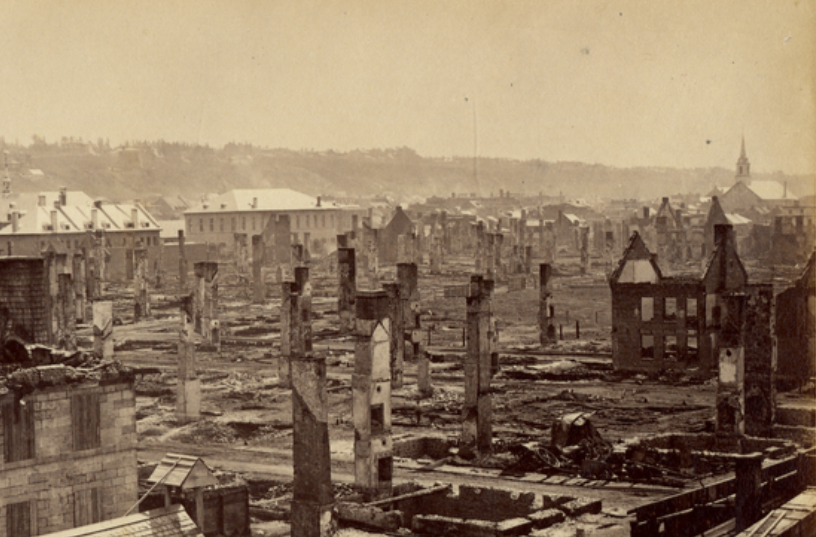
Photographie de William Leggo
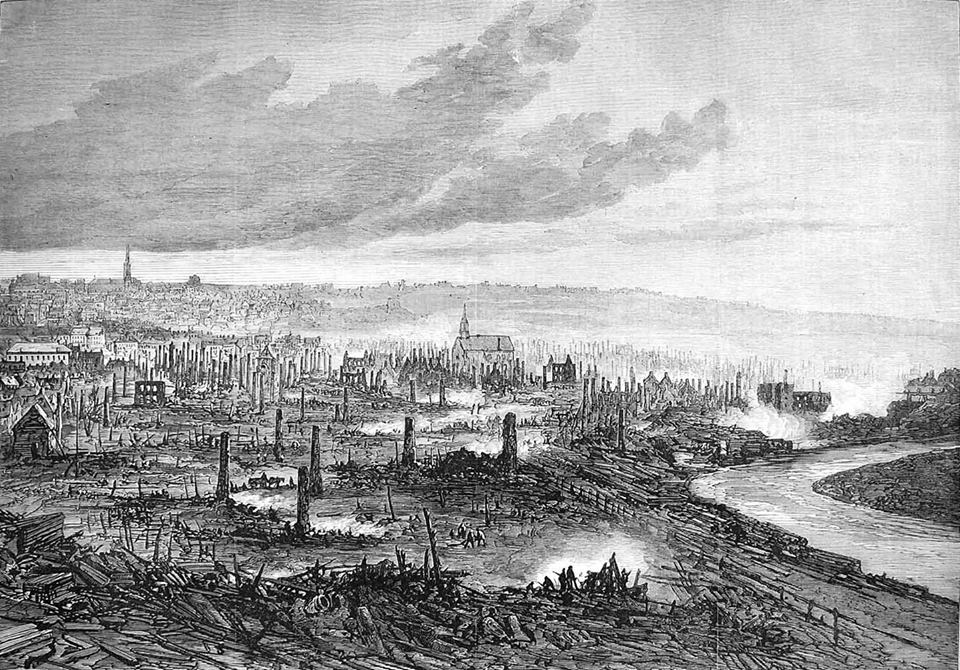
Esquisse à partir de la photo de William A. Leggo